# 宗守館
宗守館（むねもりやかた）は、富山県南砺市宗守にあった城館（日本の城）。

## 規模
一辺30m弱の方形を成した小規模な平城。曲輪の周囲に土塁を巡らし、その周辺を堀で囲っていたと思われる。

## 名前の由来
平家の落人、「平宗守」に因んでいると言う説があるが確証を得ない。「平宗守」に関しては不明。

## 歴史
永正年間（1504年 - 1520年）初頭、関東管領上杉顕定の弟である越後国守護上杉房能の家臣、小林則行が築城して山田庄を治めた。城下には大工町、鍛治町、紺屋町、木挽町と言った地名が残っている。
永正4年（1507年）8月7日、房能が越後国守護代長尾為景に攻められ敗死（天水越の合戦）。それに伴い城主（則行か？）が越後国へ帰国し、宗守城は放棄されたという。
その後、藤井嘉兵衛なる者が拠って、上杉謙信に攻められ戦死したという話もある。

## 逸話
周辺では五輪塔が大量に発掘されているが、この辺りは文明13年（1481年）8月に越中国福光城主石黒光義が医王山惣海寺と組んで瑞泉寺らと戦い敗退した「田屋川原の戦い」が行われた場所であり（「合戦田」という地名が残る）、それに関連しているものと思われる。
藤井嘉兵衛の妻、いちが追手から逃れる為に生んだばかりの赤子を宗守館の地中に埋めて逃げ、後に赤子の声が塚の中から聞こえたと言う（「若しこの石を一にても取り去らば、しきりに泣きて喧しとなり。よって石を取るを禁ず」『越の下草』）。この塚は「産子塚」と呼ばれ住民によって手厚く祀られている。

## 現在
跡地には神明社が建っている。境内は周辺より一段高くなっており土塁がはっきりと確認出来るが、堀が在ったと思われる場所は水田に変わっており確認出来ない。石碑、案内板が建てられている。